# イフード
イフード（ייחוד）とは、ユダヤ教のハラハーにおける宗教法規の一つ。互いに婚姻関係にない男女が、密室や私的空間に入ることを禁じる内容となっている。姦通の罪を避ける趣旨がある。

## 典拠
男性が既婚女性やニッダーの状態にある女性と2人きりで過ごすことを禁じる規定は、聖書に由来している。あるとき、ダヴィデ王の娘タマルは男と2人でいた時に凌辱された。この事件がきっかけとなり、ダヴィデ王とその法院は、本来の規定を拡大して、儀式的に清浄である未婚女性もまた男性と2人で過ごしてはならないという決まりを作った。
これらの規定については、タルムードで論じられている。（キッドゥーシーン註解書80b ffおよびサンヘドリン註解書21を参照）

## イフードの諸規定
親族間や既婚夫婦間に関してはイフードが適用されない。しかしながら、異性の兄弟姉妹（兄と妹、姉と弟）が永続的に同居することは禁止される。
イフードはまた、アシュケナジムの婚姻儀式の一部でもある。すなわち、新婚夫婦は数分の間、公然と密室にこもる決まりになっている。